# Kasteel van Vinderhoute

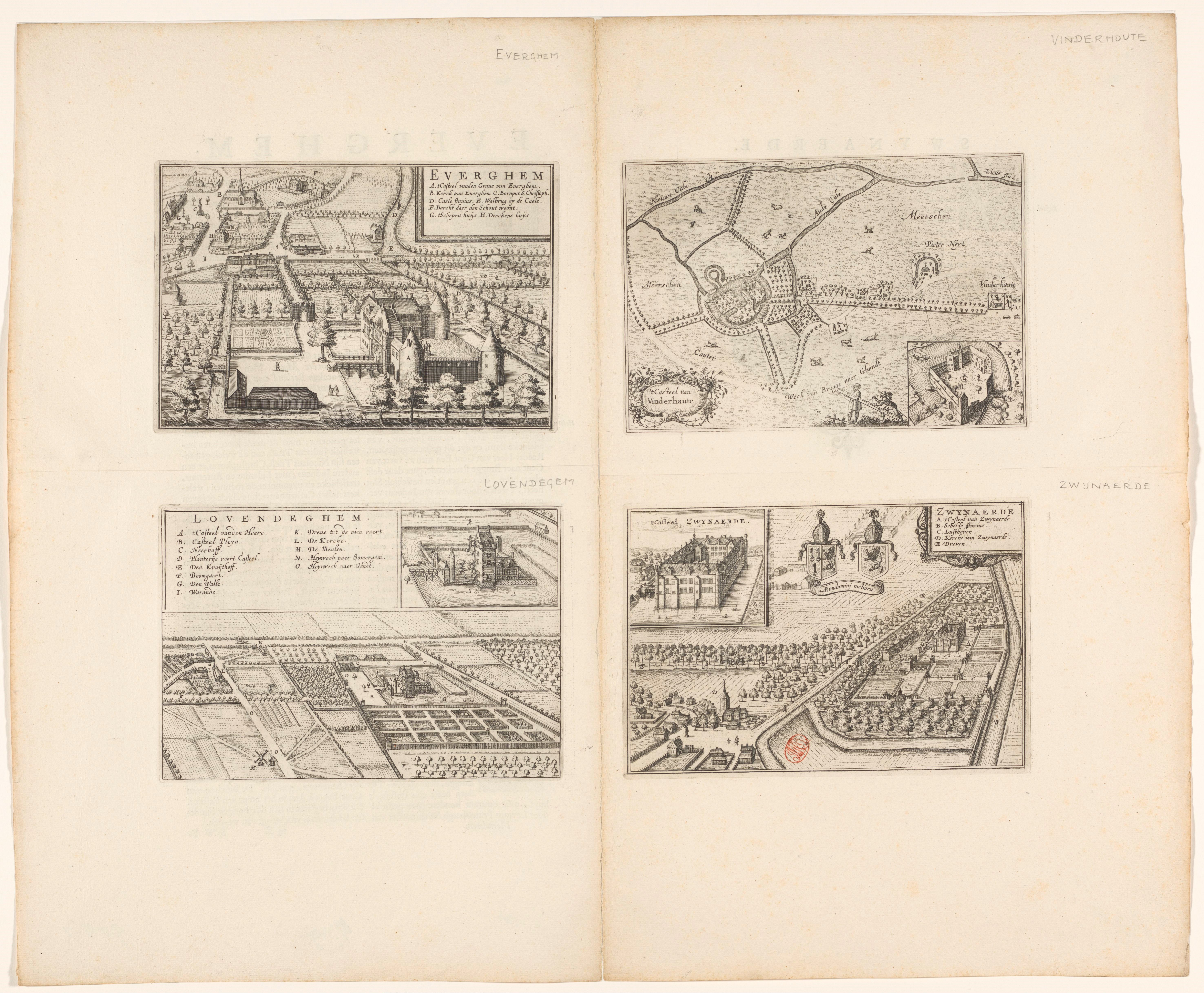
Gezicht op het kasteel van Evergem, Vinderhoute, Lovendegem en Zwijnaarde, prent 1652. Rechtsboven het Kasteel van Vinderhoute.

Het Kasteel van Vinderhoute is een kasteel in de tot de Oost-Vlaamse gemeente Lievegem behorende plaats Vinderhoute, gelegen aan Kasteellaan 44-46.

## Geschiedenis
Hier stond vanouds een kasteel dat zetel was van de heren van Vinderhoute. In 1544 werd dit gesloopt door Lieven van Pottelsberghe. Deze liet een nieuw kasteel bouwen. Dit werd in 1840 gedeeltelijk verbouwd in opdracht van graaf Carnin de Staden, welke de laatste afstammeling was van de heren van Vinderhoute.

## Gebouw
Oorspronkelijk was dit een L-vormig kasteel, maar in 1840 werd een vleugel gesloopt en bleef een rechthoekig kasteel over. Dit is een bakstenen gebouw, gedekt door een schilddak. Opvallend is het achtkantig 16e-eeuws traptorentje met zandstenen hoekblokken. Eind 19e eeuw werd dit torentje nog verhoogd en van een uurwerk voorzien. Het gebouw heeft keldergewelven en een huiskapel met achthoekig bakstenen stergewelf.
Ten westen van het kasteel bevindt zich een dienstgebouw.

## Domein
Het kasteel ligt in een omgracht park dat door Jacques Wirtz werd heraangelegd. Het kasteel is met een dreef (de Kasteellaan) verbonden met het dorpscentrum.